# Ріпиця
Рі́пиця (анат.) — покрита шерстю основа хвоста у хребетних тварин. За СУМ-11 «Ріпиця — Покрита шерстю основа хвоста у хребетних тварин», тобто мова йде про проксимальний, а не дистальний хвостовий хребець. Те саме подає і Б. Грінченко: «ріпиця = репиця. Основаніе хвоста позвоночныхъ животныхъ.».

## У тваринництві

### Конярство

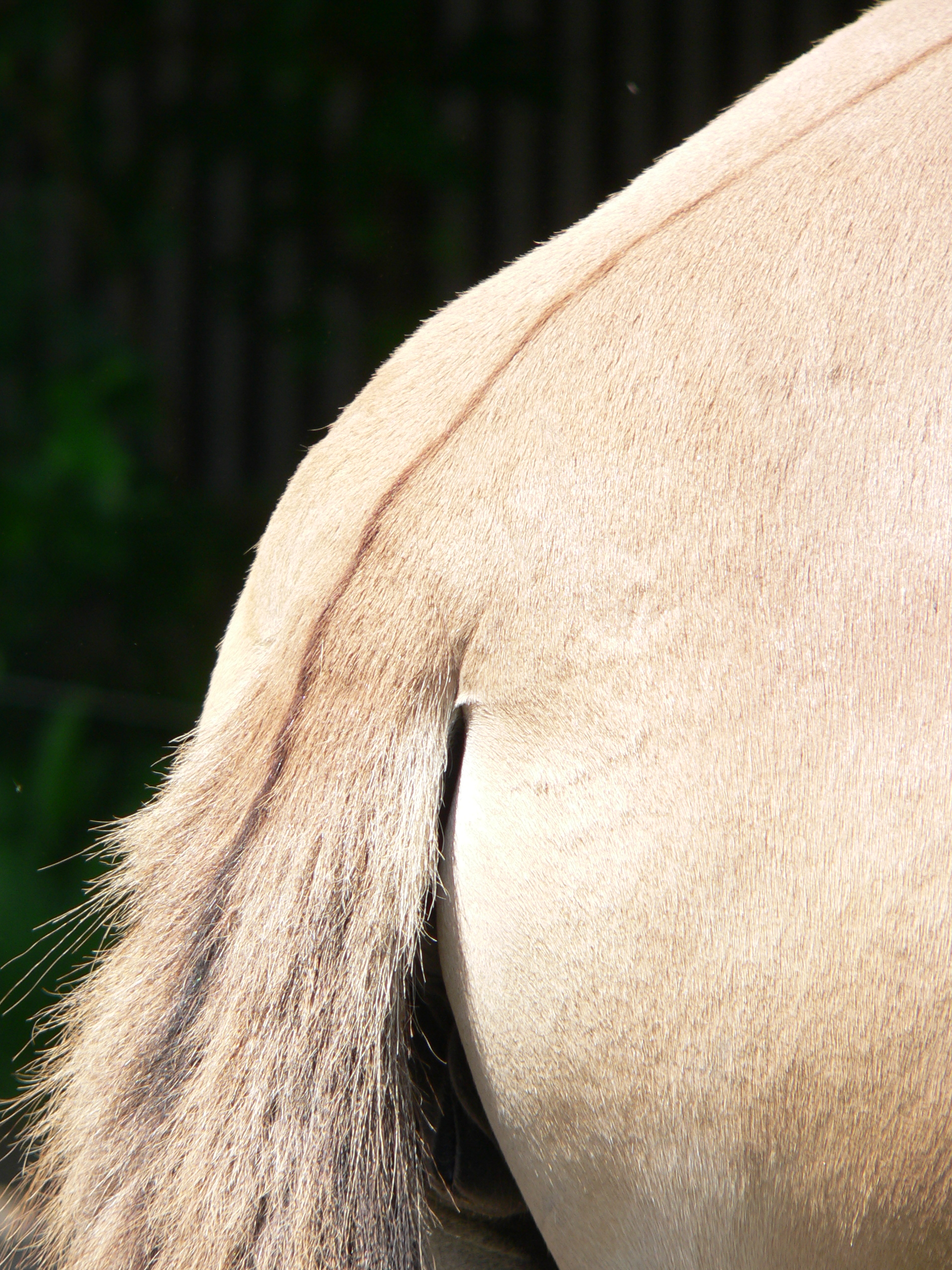
Ріпиця вкрита товстим шаром волосся. На фото — круп коня Пржевальського

Зона ріпиці хвоста у коней — є однією з шести зон (ріпиця, поперек, холка, шия, ребра, плечі) по яких визначається вгодованість тварини при підрахунку балів для оцінки кондиції коня. А також, є однією із статей, по яких проводиться опис відмітин і прикмет коней при ідентифікації і реєстрації тварин. У сірих коней під ріпицею хвоста, на анусі, вим'ї, між нижніми щелепами, біля вушних
лімфатичних вузлів і в інших місцях може утворюватися меланосаркома — чорновик.

У племінній роботі у конярстві перед паруванням кобилі щільно забинтовують хвіст від ріпиці до половини довжини.
У щоденний догляд за конем також входить обмивання всіх фізіологічних отворів, включаючи ділянку під ріпицею, яку уважно промивають, бо через товстий шар волосся, спрямованого в різні боки, мильна вода до її шкіри не проникає.

## У мові
У синтаксичних конструкціях в українській мові слово ріпиця також може вживатися як допоміжний виразовий засіб для точнішого висловлення думки:
- «Аж по са́му рі́пицю» — уживається для вираження крайньої межі в чому-небудь; повною мірою, повністю, до решти:

| «Іди, вони (німці) тобі приріжуть (землі). Як одхватять, то аж по саму ріпицю».[4] |
- «Утну́ти по са́му рі́пицю». Змусити кого-небудь бути покірнішим, дуже обмеживши у чомусь:

| «Гаркуша промовчав, понурившись над возом. Ой, утнуть, здається, утнуть по саму ріпицю! Їхнє сьогодні право, що хочуть, те й роблять» | (О. Гончар).

У художніх листах для створення іронічного чи саркастичного ефектів:

| «Сатана - і той почервоніє од рогів до ріпиці з ганьби за них, а вони так і стоятимуть з випнутими курячими грудьми»[5] |